# Demolition – Lieben und Leben
Demolition – Lieben und Leben ist ein US-amerikanisches Filmdrama des Regisseurs Jean-Marc Vallée aus dem Jahr 2015. Das Drehbuch schrieb Bryan Sipe. Seine Weltpremiere feierte Demolition am 10. September 2015 als Eröffnungsfilm des 40. Toronto International Film Festivals. Am 8. April 2016 startete der Film in den US-Kinos und erschien am 16. Juni 2016 in Deutschland. Seine Schweizer Premiere hatte der Film am 25. August desselben Jahres.

## Handlung
Der erfolgreiche Investment-Banker Davis Mitchell verliert seine Frau bei einem tragischen Verkehrsunfall und ist verzweifelt. Trotzdem macht ihm zusätzlich noch sein Schwiegervater Phil Druck. Er folgt aber dessen Rat, alles auseinanderzunehmen, um dadurch Druck abzubauen und danach neu starten zu können. In einer sich stetig steigernden Zerstörungswut schlägt Davis sein Hab und Gut kurz und klein, und er kehrt dabei sein abgestumpftes Inneres nach außen. Dann tritt jedoch eine neue Frau in sein Leben. Davis lernt Karen durch einen Beschwerdebrief kennen, den er an einen Automatenaufsteller schreibt. In der ganz ähnlich unglücklichen Angestellten findet Davis eine Seelenverwandte und zwischen den beiden entwickelt sich eine tiefe Beziehung. Mit ihrer Hilfe und der von ihrem Sohn Chris baut Davis sein Leben wieder auf und lässt die Vergangenheit hinter sich. Gemeinsam mit dem Pubertierenden muss er zuvor jedoch noch einige seiner Besitztümer auseinandernehmen.

## Hintergrund

### Produktion
Der Filmtitel Demolition leitet sich vom Englischen für „Abbruch“, „Abriss“ oder „Vernichtung“ ab. Im Mai 2013 gab Regisseur Jean-Marc Vallée erste Vorführungen für 2015 bekannt.

### Besetzung
Gerüchte um eine Besetzung der Hauptrolle mit Jake Gyllenhaal wurden bereits im Juni 2014 laut. Im September 2014 wurde Naomi Watts in der weiblichen Hauptrolle bestätigt. Der Einsatz von Chris Cooper wurde im Oktober 2014 bekannt gegeben. Judah Lewis in der Rolle des Filmsohns von Naomi Watts, Chris, wurde erst im Juli 2015 bestätigt.

### Dreharbeiten
Die Dreharbeiten hatten am 15. September 2014 in New York City begonnen und überschnitten sich somit zeitlich und räumlich teilweise mit dem Film Southpaw, in dem Gyllenhaal ebenfalls eine Hauptrolle übernommen hatte.

### Veröffentlichung
Seine Weltpremiere feierte Demolition am 10. September 2015 als Eröffnungsfilm des 40. Toronto International Film Festivals. Am 8. April 2016 startete der Film in den US-Kinos und kam am 16. Juni 2016 in die deutschen Kinos.

## Rezeption
Der Film wurde bislang von 53 Prozent der Kritiker bei Rotten Tomatoes positiv bewertet (von 206 Kritikern insgesamt, Stand 10. April 2021).
Der Filmdienst meint: Die Tragikomödie überzeugt in einzelnen absurd-komischen Momenten, verpufft aber in ihrer Wirkung durch allzu viele Wiederholungen und überflüssige Häufungen.

## Synchronisation
Es existieren zwei deutsche Synchronfassungen. Die erste entstand bei der RC Production, Berlin. Jan Odle schrieb das Dialogbuch und Frank Schaff führte Regie. Die zweite entstand bei der Interopa Film, Berlin. Katharina Bese schrieb das Dialogbuch und Peter Freund führte Regie.
| Rolle              | Darsteller      | Synchronsprecher (2016) | Synchronsprecher (2018) |
| ------------------ | --------------- | ----------------------- | ----------------------- |
| Davis Mitchell     | Jake Gyllenhaal | Marius Clarén           | Marius Clarén           |
| Karen Moreno       | Naomi Watts     | Claudia Lössl           | Irina von Bentheim      |
| Phil               | Chris Cooper    | Jan Spitzer             | Jan Spitzer             |
| Chris Moreno       | Judah Lewis     | Nicolas Rathod          | Julien Neisius          |
| Julia, Davis’ Frau | Heather Lind    | ?                       | Carolina Vera           |
| Carl               | C. J. Wilson    | Michael Iwannek         | Thomas Schmuckert       |
| Margot Eastwood    | Polly Draper    | Susanne von Medvey      | Elisabeth Günther       |
| Davis’ Mutter      | Debra Monk      | Dagmar Biener           | Gabriele Schramm        |
| Davis’ Vater       | Malachy Cleary  | Elmar Gutmann           | Hans Bayer              |
| Todd Koehler       | Brendan Dooling | ?                       | Fabian Kluckert         |
| Jimmy              | Wass Stevens    | Peter Flechtner         | Peter Flechtner         |
| Dr. Brodkey        | Tom Kemp        | Roland Hemmo            | Reinhard Scheunemann    |